# NGC 5152
NGC 5152 est une très vaste galaxie spirale barrée située dans la constellation de l'Hydre. Sa vitesse par rapport au fond diffus cosmologique est de 4 177 ± 20 km/s, ce qui correspond à une distance de Hubble de 61,6 ± 4,3 Mpc (∼201 millions d'al). NGC 5152 a été découverte par l'astronome britannique John Herschel en 1834.
La classe de luminosité de NGC 5152 est II et elle présente une large raie HI.
À ce jour, une mesure non basée sur le décalage vers le rouge (redshift) donne une distance d'environ 86,700 Mpc (∼283 millions d'al). Cette valeur est à l'extérieur des valeurs de la distance de Hubble. Notons cependant que c'est avec la valeur moyenne des mesures indépendantes, lorsqu'elles existent, que la base de données NASA/IPAC calcule le diamètre d'une galaxie et qu'en conséquence le diamètre de NGC 5152 pourrait être d'environ 97,0 kpc (∼316 000 al) si on utilisait la distance de Hubble pour le calculer.

## Groupe de NGC 5152
NGC 5152 est la galaxie la plus brillante d'une groupe qui porte son nom. Le groupe de NGC 5152 compte au moins 16 membres, dont NGC 5124, NGC 5135, NGC 5151, NGC 5153, NGC 5182, IC 4248, IC 4251 et IC 4275.